# Hotel Tivoli

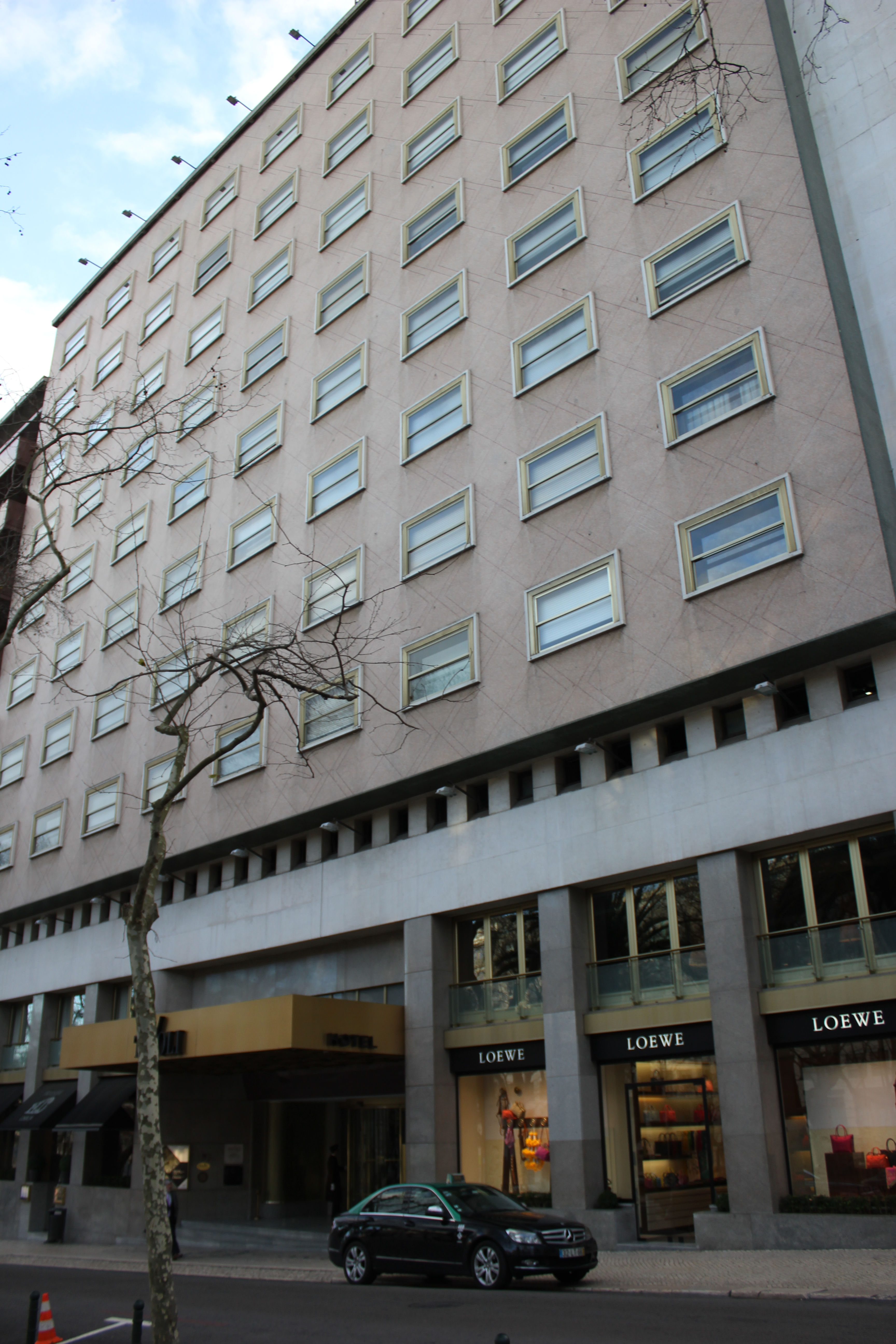
Vorderfront mit Haupteingang des Hotels (2013)

Das Hotel Tivoli ist ein Luxushotel im Zentrum der portugiesischen Hauptstadt Lissabon.

## Geschichte
Das Hotel wurde 1933 an der Prachtstraße Avenida da Liberdade eröffnet. 1942 erwarb der Besitzer des Hotels das angrenzende Gelände für einen Erweiterungsbau, der zwischen 1952 und 1958 von dem Architekten Porfírio Pardal Monteiro realisiert wurde. 1961 folgten weitere Umbauten durch António Pardal Monteiro, Neffe von Porfírio Pardal Monteiro, und Anselmo Fernandez vollzogen. Schließlich wurde in einem dritten Bauabschnitt unter Artur Bentes ein dritter Hoteltrakt an der Nordwestseite des Komplexes errichtet.
Die Schauspielerin Beatriz Costa lebte die letzten dreißig Jahre ihres Lebens in dem Hotel und starb dort im April 1996.